# Christel Meier-Staubach
Christel Meier-Staubach (* 17. Juli 1942 als Christel Meier in Greifswald) ist eine deutsche Klassische und Mittellateinische Philologin.

Christel Meier ist die Tochter eines Pfarrers. In Eckernförde legte sie 1962 an der Jungmannschule das Abitur ab. Sie studierte von 1962 bis 1969 die Fächer der Griechischen, Lateinischen und Mittellateinischen Philologie sowie der Germanistik an den Universitäten Marburg, Kiel und Münster. Im Jahre 1969 legte sie das Erste Staatsexamen in Griechisch und Deutsch ab. Bei Friedrich Ohly wurde sie 1975 promoviert mit der Arbeit Gemma spiritalis. Methode und Gebrauch der Edelsteinallegorese vom frühen Christentum bis ins 18. Jahrhundert. Bis 1983 arbeitete sie als wissenschaftliche Mitarbeiterin am Sonderforschungsbereich Mittelalterforschung in Münster und war Lehrbeauftragte am Germanistischen Institut und am Seminar für Mittellateinische Philologie der Universität Münster. Von 1983 bis 1995 lehrte sie als Professorin Latinistik an der Universität Wuppertal. 1989/90 war sie Dekanin des Fachbereichs Sprach- und Literaturwissenschaften. Einen Ruf auf die C-4-Professur für Mittellateinische Philologie in Kiel hat sie abgelehnt. Meier-Staubach erhielt 1995 Berufungen für Mittellateinische Philologie nach Bonn und Münster. Im Jahr 1995 trat sie die Nachfolge von Peter von Moos am Mittellateinischen Seminar in Münster an. Von 1995 bis 2008 war sie Direktorin am Seminar für Mittellateinische Philologie der Universität Münster. Seit 2012 ist sie dort Seniorprofessorin im Exzellenzcluster „Religion und Politik in den Kulturen der Vormoderne und der Moderne“.
Meier-Staubach war bis zum 50. Band Herausgeberin der Frühmittelalterlichen Studien. Sie ist seit 1998 ordentliches Mitglied der Nordrhein-Westfälischen Akademie der Wissenschaften. Von 1994 bis 1998 war sie Vorsitzende der Arbeitsgemeinschaft Mittellatein Deutschlands, Österreichs und der Schweiz. Für ihre Leistungen erhielt Meier-Staubach 2005 den Forschungspreis der Universität Münster. Zu ihren Hauptarbeitsgebieten zählen die Mittellateinische Literatur in komparatistischer Sicht, Hermeneutik, Symbolik, Allegorie, die Mittelalterliche Literaturtheorie, Text und Bild, Enzyklopädie und Fachschrifttum des Mittelalters und der frühen Neuzeit, Visions- und Kommentarliteratur sowie das Drama des Mittelalters und der frühen Neuzeit.

## Schriften
Monografien
- mit Gerd Althoff: Ironie im Mittelalter. Hermeneutik – Dichtung – Politik. WBG  – Wissenschaftliche Buchgesellschaft, Darmstadt 2011, ISBN 978-3-534-21624-6.
- Gemma spiritalis. Methode und Gebrauch der Edelsteinallegorese vom frühen Christentum bis ins 18. Jahrhundert (= Münstersche Mittelalter-Schriften. Bd. 34, 1). Teil 1. Fink, München 1977, ISBN 3-7705-1251-0 (Zugleich: Münster, Universität, Dissertation, 1974; Digitalisat).

Herausgeberschaften
- mit Martina Wagner-Egelhaaf: Prophetie und Autorschaft. Charisma, Heilsversprechen und Gefährdung. De Gruyter, Berlin 2014, ISBN 978-3-05-005921-1.
- mit Bart Ramakers und Hartmut Beyer: Akteure und Aktionen. Figuren und Handlungstypen im Drama der Frühen Neuzeit (= Symbolische Kommunikation und gesellschaftliche Wertesysteme. Bd. 23). Rhema, Münster 2008, ISBN 978-3-930454-87-7.
- mit Heinz Meyer und Claudia Spanily: Das Theater des Mittelalters und der frühen Neuzeit als Ort und Medium sozialer und symbolischer Kommunikation (= Symbolische Kommunikation und gesellschaftliche Wertesysteme. Bd. 4). Rhema, Münster 2004, ISBN 3-930454-46-7.
- mit Volker Honemann, Hagen Keller und Rudolf Suntrup: Pragmatische Dimensionen mittelalterlicher Schriftkultur. (Akten des internationalen Kolloquiums 26.–29. Mai 1999) (= Münstersche Mittelalter-Schriften. Bd. 79). Fink, München 2002, ISBN 3-7705-3778-5 (Digitalisat).
- Die Enzyklopädie im Wandel vom Hochmittelalter bis zur frühen Neuzeit. Akten des Kolloquiums des Projekts D im Sonderforschungsbereich 231 (29.11.–1.12.1996) (= Münstersche Mittelalter-Schriften. Bd. 78). Fink, München 2002, ISBN 3-7705-3426-3 (Digitalisat).
- mit Uwe Ruberg: Text und Bild. Aspekte des Zusammenwirkens zweier Künste in Mittelalter und früher Neuzeit. Reichert, Wiesbaden 1980, ISBN 3-88226-068-8.